# Leon Guwara
Leon Guwara (* 28. června 1996) je gambijský profesionální fotbalista, který hraje na pozici levého obránce za německý klub FC Ingolstadt 04. Narodil se v Německu, ale hraje za gambijský národní tým.

## Klubová kariéra
Guwara se připojil 1. FC Köln ze Schwarz-Weiß Köln v roce 2003. V sezóně 2013/14 odehrál 19 zápasů za tým U19 v Bundeslize do 19 let.
V dubnu 2014 bylo oznámeno, že Guwara přestoupí do Werderu Brémy pro sezónu 2014/15. Svůj bundesligový debut si odbyl 5. února 2016 proti Borussii Mönchengladbach.
Dne 31. srpna 2016 se Guwara připojil k týmu Darmstadt 98 na sezónní hostování.
V červnu 2017 přestoupil do klubu 1. FC Kaiserslautern na hostování v sezóně 2017/18.
V květnu 2018 oznámil tým Eredivisie FC Utrecht podpis Guwary pro sezónu 2018/19. Guwara se s klubem dohodl na tříleté smlouvě s opcí na čtvrtou. Během zimní přestávky sezóny 2020/21 byl na zbytek sezóny zapůjčen ligovému rivalovi VVV-Venlo.
V červnu 2021 tým Jahn Regensburg hrající 2. Bundesligu oznámil podpis Guwary pro sezónu 2021/22. Guwara souhlasil s dvouletou smlouvou.

## Reprezentační kariéra
Guwara se narodil v Německu gambijskému otci a německé matce. Reprezentoval Německo na různých mládežnických mezinárodních úrovních. Za gambijský národní tým debutoval 5. června 2021 při přátelském vítězství 2:0 nad Nigerem.

## Statistiky

### Klubové
Platí k zápasu hranému 21. října 2023.
| Klub                             | Sezóna            | Liga              | Liga   | Liga | Národní pohár | Národní pohár | Kontinentální | Kontinentální | Ostatní | Ostatní | Celkově | Celkově |
| Klub                             | Sezóna            | Soutěž            | Zápasy | Góly | Zápasy        | Góly          | Zápasy        | Góly          | Zápasy  | Góly    | Zápasy  | Góly    |
| -------------------------------- | ----------------- | ----------------- | ------ | ---- | ------------- | ------------- | ------------- | ------------- | ------- | ------- | ------- | ------- |
| Werder Brémy II                  | 2014/15           | Regionalliga Nord | 25     | 1    | –             | –             | –             | –             | 2       | 0       | 27      | 1       |
| Werder Brémy II                  | 2015/16           | 3. Liga           | 18     | 2    | –             | –             | –             | –             | –       | –       | 18      | 2       |
| Werder Brémy II                  | Celkově           | Celkově           | 43     | 3    | 0             | 0             | 0             | 0             | 2       | 0       | 45      | 3       |
| Werder Brémy                     | 2014/15           | Bundesliga        | 1      | 0    | 1             | 0             | –             | –             | –       | –       | 2       | 0       |
| Darmstadt 98 (hostování)         | 2016/17           | Bundesliga        | 17     | 0    | 0             | 0             | –             | –             | –       | –       | 17      | 0       |
| 1. FC Kaiserslautern (hostování) | 2017/18           | 2. Bundesliga     | 25     | 0    | 2             | 0             | –             | –             | –       | –       | 27      | 0       |
| Utrecht                          | 2018/19           | Eredivisie        | 12     | 0    | 2             | 0             | –             | –             | –       | –       | 14      | 0       |
| Utrecht                          | 2019/20           | Eredivisie        | 15     | 0    | 3             | 1             | 2             | 0             | –       | –       | 20      | 1       |
| Utrecht                          | 2020/21           | Eredivisie        | 1      | 0    | 0             | 0             | 0             | 0             | –       | –       | 1       | 0       |
| Utrecht                          | Celkově           | Celkově           | 28     | 0    | 5             | 1             | 2             | 0             | 0       | 0       | 35      | 1       |
| VVV-Venlo                        | 2020/21           | Eredivisie        | 16     | 0    | 1             | 0             | –             | –             | –       | –       | 17      | 0       |
| Jahn Regensburg                  | 2021/22           | 2. Bundesliga     | 18     | 1    | 1             | 0             | –             | –             | –       | –       | 19      | 1       |
| Jahn Regensburg                  | 2022/23           | 2. Bundesliga     | 20     | 0    | 1             | 0             | –             | –             | –       | –       | 21      | 0       |
| Jahn Regensburg                  | Celkově           | Celkově           | 38     | 1    | 2             | 0             | –             | –             | –       | –       | 40      | 1       |
| FC Ingolstadt                    | 2023/24           | 3. Liga           | 12     | 0    | 0             | 0             | —             | —             | 2       | 0       | 14      | 0       |
| Celkově v kariéře                | Celkově v kariéře | Celkově v kariéře | 180    | 4    | 11            | 1             | 2             | 0             | 4       | 0       | 197     | 5       |

### Reprezentační
Platí k zápasu hranému 20. června 2021.
| Národní tým | Rok     | Zápasy | Góly |
| ----------- | ------- | ------ | ---- |
| Gambie      | 2021    | 2      | 0    |
| Celkově     | Celkově | 2      | 0    |